# Directeur administratif et financier
Pour les articles homonymes, voir Directeur, DF, DAF et CFO.
Le directeur administratif et financier (DAF) (ou directeur financier) d'une entreprise ou d'une institution supervise la gestion financière de cet organisme.
Il y a 4 principales missions :
- participer au choix de la stratégie et de sa mise en œuvre (mission de business partner) ;
- veiller à la rentabilité économique et transmettre ses analyses ;
- assurer que les règles comptables et fiscales soient respectées ;
- gérer la liquidité et la trésorerie de l'entreprise et exercer un contrôle interne.

Il exerce donc plusieurs actions telles que :
- optimiser la gestion des sources de capitaux et leurs emplois, dans une optique de rentabilité et de maîtrise du risque,
- assurer les relations avec les apporteurs de fonds (actionnaires, banques, organes de contrôle du secteur financier) à la protection des épargnants,
- rendre compte de la situation financière auprès du directeur général, du conseil d'administration, des autorités de surveillance (par exemple l'AMF pour les entreprises cotées), des auditeurs, des agences de notation financière,
- préparer les budgets et de suivre leur exécution en collaboration avec le contrôleur de gestion,
- fournir des simulations de rentabilité et de risque financier comme aide à la décision pour les projets d'investissement importants et mettre en perspective les grands équilibres de l'entreprise ou de l'institution,
- préparer et mettre en œuvre les opérations financières importantes (émissions de titres, introduction en bourse, fusion-acquisition),
- superviser la comptabilité, la trésorerie, et généralement, les questions juridiques et fiscales et le contrôle des risques (notamment risques de taux, de change, de liquidité, de contrepartie),

Selon la taille de l'entreprise, il peut également superviser les services généraux, le choix des bureaux, l'informatique, la paie, les ressources humaines, etc. Dans les grandes entreprises, la fonction peut être séparée en directeur financier, directeur des ressources humaines et directeur juridique.

## Formation
Un diplôme de niveau Bac +5 minimum est requis. Le DSCG (Diplôme supérieur de comptabilité et de gestion) et le master professionnel CCA (Comptabilité contrôle audit) donnent accès au titre. Les titulaires d'un Master niveau Bac +5 relatif aux métiers du chiffre (finance, gestion, etc.) peuvent aussi devenir directeur administratif et financier. 
En France, le métier de directeur administratif et financier demande des compétences variées, principalement financière comme contrôleur de gestion, mais qui doivent être complétées par de grandes capacités de communication ainsi que l'anglais dès que l'entreprise a une dimension internationale. 

## Recrutement
Le recrutement des DAF est différent de ses homologues anglo-saxons. En France, ils accèdent à ces postes après une dizaine d'années d'expérience dans le contrôle financier, l'audit externe ou l'audit interne ou le contrôle de gestion, après des parcours scolaires en écoles de commerce. À l'étranger, les DAF (appelés en anglais « CFO » pour Chief Financial Officer) sont recrutés sur des cursus davantage éclectiques et moins élitistes. 
Plus le DAF un rôle de « business partner » avec les opérationnels et la direction, plus sa connaissance du secteur d'activité de l'entreprise devient primordiale lors du recrutement. Cette connaissance peut lui permettre de « redresser », plus rapidement l'entreprise si nécessaire. 

## Évolution du métier
Une étude de High Performance Finance faite en 2014 met en avant que les DAF sont plus satisfaits de leur fonction. Ils jouent un rôle plus important dans la définition d'une stratégie. Les DAF se préoccupent moins de diminuer les coûts et plus de chercher les meilleurs investissement. La numérisation de la comptabilité fournisseurs,  des ERP ou de la facturation a modifié sa fonction, qui intègre de plus en plus de considérations informatiques en plus de compétences financières. 